# La vita com'è (Max Gazzè)
La vita com'è è un singolo del cantautore italiano Max Gazzè, pubblicato il 18 settembre 2015 come primo estratto dal nono album in studio Maximilian.

## Video musicale
Il video, diretto da Jacopo Rondinelli, è stato reso disponibile il 18 settembre 2015 attraverso il canale YouTube del cantante. Il protagonista (interpretato da Valerio Zuccolo) vaga per Catania danzando, sempre accompagnato dalla foto del suo vecchio amore, intento a sedurre giovani donne al solo scopo di derubarle. Al contempo, si vede Max Gazzè cantare la canzone, dedicata alla spensieratezza.

## Tracce
Testi e musiche di Francesco Gazzè, Francesco De Benedittis, Antonio Toni e Max Gazzè.
Download digitale
1. La vita com'è – 3:53

7"
- Lato A

1. La vita com'è – 3:53

- Lato B

1. Álvaro Soler & Max Gazzè – Sonrio (la vita com'è) – 3:49

## Formazione
- Max Gazzè – voce, basso, sintetizzatore modulare, programmazione, produzione artistica
- Cristiano Micalizzi – batteria
- Giorgio Baldi – chitarra
- Clemente Ferrari – eko tiger, Korg MS-20
- Dedo – tromba, trombone
- Alessandro Ciuffetti – chitarra, mandolino
- Francesco De Benedittis – sintetizzatore, programmazione

## Classifiche

### Classifiche settimanali
| Classifica (2015) | Posizione massima |
| ----------------- | ----------------- |
| Italia            | 11                |

### Classifiche di fine anno
| Classifica (2015) | Posizione |
| ----------------- | --------- |
| Italia            | 97        |